# Ash Kane
Ashleigh "Ash" Kane, es un personaje ficticio de la exitosa serie de televisión británica Hollyoaks, interpretada por la actriz Holly Weston del 28 de septiembre de 2011 hasta el 17 de octubre de 2013.

## Biografía
Ash llega a Hollyoaks en el 2011 durante la semana conocida como "Freshers Week" y ahí conoce a Will Savage, pronto se hacen amigos y lo acompaña a su nueva residencia, ahí Ash conoce a sus nuevos compañeros de habitación los estudiantes Annalise Appleton, Rob Edwards, Barney Harper-McBride y Scott Sabeka, todos deciden salir a tomar un trago y en la barra Ash y Rob se retan con tragos, durante el juego Ash se sube a la barra y se quita su brasier enfrente de todos. A la mañana siguiente cuando se despierta Ash se molesta por su comportamiento de anoche sin embargo sigue festejando por el resto de la semana con sus nuevos amigos.
Ash comienza a pasar más tiempo con Will lo que ocasiona que su novia Theresa McQueen comience a ponerse celosa, Ash también comienza a tener problemas con Annalise quien resentía el comportamiento de Ash y la relación que ella tenía con Rob y cuando su hermano Callum Kane comienza a darse cuenta del comportamiento de Ash lo desaprueba. Poco después Ash le revela a sus amigos que todavía vivía con su familia. 
Más tarde Ash y Annalise salen a tomar unos tragos y Ash decide que va a tener una aventura de una noche, ahí se encuentra con Riley Costello quien acababa de descubrir el día de su boda que su prometía Mercedes McQueen lo había engañado con su padre Carl Costello y termina acostándose con él en los baños pero cuando él lamento lo que sucedió entre ellos Ash se siente horrible; poco después Ash decide mudarse con sus amigos y comienza a resentir el comportamiento de Will cuando él comienza a pasar más tiempo con sus compañeros del equipo de rugby.
Ash se despierta tras tomar toda la noche y cree que tiene resaca, sin embargo pronto se desmaya y es llevada rápidamente al hospital donde los doctores le dicen a su familia que Ash sufría de meningitis, después de pasar unos días en el hospital Ash se recupera. Will planifica un festival de música y promete un famoso con el fin de que vaya mucha gente y así obtener dinero para su familia, Ash lo ayuda a organizar el evento pero cuando el festival comienza se da cuenta de que no tiene un famoso y le dice a Will que lo mejor era decirle a la gente, sin embargo no lo hace y su primo Dennis Savaga lo salva.
Cuando Lynsey Nolan muere de forma similar a las víctimas de Silas Blissett este comienza a decir que Will era su cómplice y cuando la policía descubre que Will tenía documentos relacionados con Silas en su laptop y el anillo de Lynsey lo arrestan y lo acusan de asesinato pero sale bajo fianza, Ash confía en Will y lo apoya durante el proceso y promete vigilarlo, poco después Ash convence a Dodger Savage el medio hermano de Will para que confiara y hablara con él.
Cuando varios de los residentes comienzan una campaña de odio en contra de Will, Ash decide hacer que Silas diga la verdad y lo visita en el hospital psiquiátrico donde se encontraba encarcelado. Luego Ash comienza a cuestionar a Will preguntándole dónde estaba cuando Lynsey fue asesinada y pronto descubre que él estaba haciendo algunas cosas que Silas le había pedido: como robar el anillo de Lynsey y encontrar a una joven por internet y ganarse su confianza, y que después de obtener su confianza se reunió con ella y la filmó. A pesar de esto Ash le dice a Will que no cree que él haya matado a Lynsey pero que ya no iba a seguir ayudándolo debido a lo que había hecho.
Ash comienza una relación con Ally Gorman, pero pronto Callum comienza a sospechar de él y cuando decide investigarlo descubre que había sido arrestado y condenado por cometer fraude de identidad por lo que lo quería fuera de la vida de su familia y de la de su hermana, sin embargo cuando le cuenta todo a Ash ella no le cree y decide continuar con la relación asta que un día Callum, Martha y ella encuentran a Ally en la cama con Lacey, luego su madre le cuenta que ella también había investigado a Ally y que en realidad él era un estafador llamado Edward James y que el verdadero Ally había muerto.
Comienza una relación con Will poco después de la muerte de Texas Longford la prometida de Will, cuando Will descubre que en Ash había estado visitando a su madre Anna Blake para obtener experiencia laboral se molesta porque no le había dicho y decide matar a Ash. Will decide llevar a Ash a un pícnic cerca de un acantilado donde "accidentalmente" tira su teléfono y le pide a Ash que lo recoja, cuando Ash se acerca Will rápidamente se para de su silla de ruedas y se pone atrás de ella listo para empujarla sin embargo cambia de parecer y se vuelve a sentar en su silla antes de que Ash lo descubriera cuando Ash le revela que había estado viendo a su madre. Luego Will le pide a Ash que cambie el lugar de sus prácticas y ella acepta, pero sigue manteniendo contacto con Anna en secreto. 
Por miedo a que Will lastimara a Ash, Anna hace que él al deje pero cuando Ash le dice que va a ir a buscar a alguien más Will se pone celoso y le dice que no quiere terminar con ella, cuando Anna se entera intenta contactarse con Ash y le deja un mensaje diciéndole "Will mató a Texas y creo que matará de nuevo" cuando Will se entera de lo que hizo su mamá droga a Ash y le roba su pase de visitante para poder entrar al hospital y matar a su madre, cuando llega a su habitación pone a su madre en una tina llena de agua y la ahoga. Will regresa a la casa para esperar a que Ash despertara así ella podría darle una coartada.
Cuando Patrick Blake, el exesposo de Anna comienza a decir que Will era el responsable del asesinato y que podía caminar ya que lo había visto huir de la escena Ash no le cree y piensa que Patrick es el verdadero asesino de Anna y Texas.
En octubre del 2013 cuando Ash finalmente se entera de la verdad: Will si puede caminar y él había sido el responsable de la muertes de Texas y Anna, corre y se encierra en el baño para que él no pueda lastimarla, sin embargo aunque grita por ayuda Will logra romper la puerta, Ash logra correr pero Will la atrapa y la tira al suelo donde intenta matarla estrangulándola. Cuando Dodger, el medio hermano de Will entra y lo descubre Will se detiene y Ash logra pararse y comienza a decirle a Will que lo odia.
Sin embargo una explosión ocurre en la fiesta de despedida de Ste Hay y Doug Carter que se estaba celebrando un piso abajo del departamento de Ash lo que ocasiona que el piso se rompa y tire a Ash, Will y Dodger. Will logra recobrar la conciencia, corre hacia Ash y le dice que lo siente y que la amaba, sin embargo Ash antes de morir en sus brazos le dice que "se iba a ir al infierno".